# Demet Akalın
Demet Akalın (Gölcük, Cocaeli, 23 de abril de 1972) é uma modelo e cantora de pop turco. Seu repertório se caracteriza pelo ecletismo, onde os álbuns combinam música romântica, dançante, pop e até bossa nova.
Três de seus álbuns receberam um disco de ouro: Kursursuz 19, Dans Et e Pırlanta.